# Eupithecia subatrata
Eupithecia subatrata är en fjärilsart som beskrevs av Otto Staudinger 1871. Eupithecia subatrata ingår i släktet Eupithecia och familjen mätare. Inga underarter finns listade i Catalogue of Life.